# Тонско слово
Тонска слова су писани карактери који представљају тонове језика, посебно контурске тонове. Њих је изумео Јуенжен Џао. Они су усвојени у Међународној фонетској азбуци.
Тонска слова су шема висина контуре (енгл. Pitch contour), нацртана сличицом у истом реду писања и завршени са усправном цртом. Јуенжен Џао је подијелио тонски простор у пет сегмената уз употребу концепта пет линија из музичког нотног система, где сваки одговара различитом нивоу тона. Ниједан познати језик не зависи од више од пет различитих висина тона.
На примјер, стандардни мандарински има следећа четири тона у слоговима који се говори у изолацији:
| Контура               | Тонско слово | Тонски број |
| --------------------- | ------------ | ----------- |
| Високо равни          |              | ma1         |
| Средњо узлазни        |              | ma2         |
| Ниско силазно-узлазни |              | ma3         |
| Високо силазни        |              | ma4         |

Дијакритике се могу такође употребити за транскрипцију тона ИПА. На примјер, тон 3 у мандаринском је ниски тон између осталих слогова, и може бити заступљен као такав фонемично. Четири мандаринска тона се могу стога такође транскрибовати као . (Примијетите да ово није конвенција пинјина, те у овом случају ИПА дијакритик може бити збуњујући.)
Мандарински високо равни тон у таблици се састоји од два елемента, оба висока. То производи дужу црту у неким фонтовима него што чини један елеменат, кад се упореди са дужином других тонских слова. Међутим, када је кратак („нагли“) тон због крајњег сугласника, нпр. у стандардном кантонском, један елеменат може се користити: .

## Тонска слова као цифре
Тонска слова су такође транскрибована у цифре, посебно у азијским и месо-америчким тонским језицима. Прије ширења OpenType рачунарских фонтова почетком 2000—2001. године, тонска слова нису били практична за многе апликације. Нумеричких замјена је била уобичајена за тонске контуре, са нумеричком вредности додељеном за почетну, крајњу, а понекад и средњу контуру. На примјер, четири мандаринска тона су обично транскрибована „ma55“, „ma35“, „ma214“, „ma51“.
Међутим, ове цифре су двосмислене. У азијским језицима попут кинеског, конвенција додељује најнижој висини тона 1 а највишој 5. Међутим у Африци и Мезоамерици најнижи је додељен 5 а највиши 1. У случају мезоамеричких језика, број нивоа тонова такође је ограничен на број различитих нивоа у одређеном језику. На примјер, микстечки језик са три нивоа тонова ће их означити са 1 (висок /˥/), 2 (средњи /˧/) и 3 (низак /˩/). Читалац навикнут на кинески ће погрешно протумачити микстечки ниски тон као средњи, а висок тон као ниски. Зато што су тонска слова цртежна, и музички нотни систем је међународно признат са високим тону на врху и ниским тон на дну, тонска слова не пате од ове двосмислености.

## Тонске висине
Аутори користе тонске висине тонског слова да изразе различите језичне и психолошке корелације. Међународна фонетско друштво је предложило кориштење тонских слова за представљање фонемских различитости. На примјер, ако језик има један силазни тон, онда би он требало да буде транскрибован /˥˩/, чак и ако тај тон не силази у целом вокалном распону.
За потребе прецизне језичне анализе постоје барем три приступа: линеарна, експоненцијална и језичко-одређена. Линеарни приступ ставља ниво тона директно на основну фреквенцију (f0), одузимањем тона са најмањим f0 од тона са највишом f0, и дељењем овог простора у четири једнака f0 интервала. Тонска слова су тада изабрана на темељу  тонске контуре преко те регије. Овај линеарни приступ је систематичан, али није увијек сврстан на почетак и крај сваког тона са предложеним тонским нивоем. Џаов ранији опис тонских нивоа је експоненцијални приступ. Џао је предложио пет тонских нивоа, где је сваки ниво размакнут двојним полутоновима. Каснији опис даје само један полутон између нивоа 1 и 2, и три полутона између нивоа 2 и 3. Овај обнављен опис може бити језичко-одређено дељење тонског простора.